# Сльози сталі
«Сльози сталі» — науково-фантастичний короткометражний фільм із значною часткою графіки CGI. Автор сценарію — Тон Розендал. Проєкт створено Blender Foundation; він був призначений для подальшого розвитку та тестування вільного програмного забезпечення, зокрема — для 3D-графіки використано Blender. Фільм вийшов 26 вересня 2012 року на головній сторінці проєкту та на «YouTube» за безплатною ліцензією «Creative Commons Attribution». Сцени у фільмі майже повністю створені за допомогою комп'ютера. Фігури акторів вставлені за допомогою хромакея та ротоскопії.

## Сюжет
Том і Селія стоять на мосту, спостерігаючи за стартом ракети. Потім вони сперечаються, бо Том згадав про протез руки Селії. Том каже, що їм обом потрібно слідувати своїм захопленням; йому — бути астронавтом, а їй — займатися робототехнікою. Однак Селія робить висновок, що Том боїться її роботизованої руки, і розлучається з ним.
Через 40 років роботи-вбивці, створені Селією, захопили безлюдний Амстердам. На вершині футуристичної церкви Барлі дистанційно вмикає приманку на летючому кораблі. Великі чотириногі роботи негайно стрибають на корабель і він падає. Скориставшись цим, Барлі впускає постарілого Тома до церкви. Там невелика команда вчених готується перезаписати спогади захопленого робота, впровадивши йому змінений спогад про сварку на мосту. Командир наказує вченим починати. Том входить у симуляцію минулого, і заново переживає зустріч із Селією, але цього разу намагається не допустити сварки.
Командир підказує Тому відповісти на слова Селії, що йому подобається її рука. Та замість цього Том каже: «Слухай, Селіє, я був молодим і ідіотом, але це не причина руйнувати світ». Селія хапає Тома за обличчя і начебто готується вбити його. Командир і його команда розгублені і їм не вдається від'єднати робота від симуляції. Тим часом роботи-вбивці вриваються до церкви. Барлі відкриває вогонь, а інші вчені приєднуються до сутички, використовуючи саморобну енергетичну зброю.
Том вибачається перед Селією і вона, подумавши, відпускає його. Вийшовши з симуляції, Том каже роботу: «Світ змінився, Селіє. Можливо, ми теж зможемо». Том обіймається з роботом, коли їх оточують інші роботи. Вони грайливо стрибають навколо, засвідчуючи, що план подіяв.
У сцені після титрів Барлі сидить на купі знищених ним роботів і попиває сік манго.

## Галерея

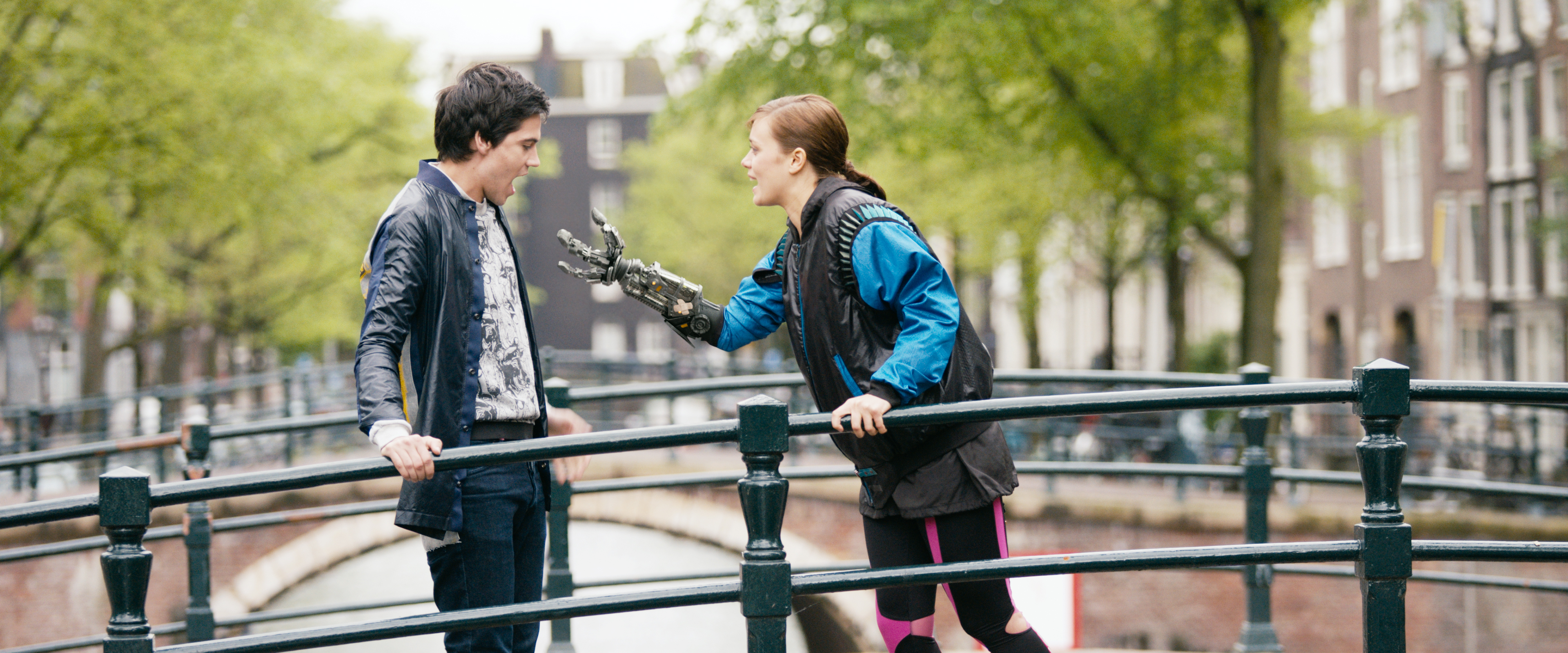
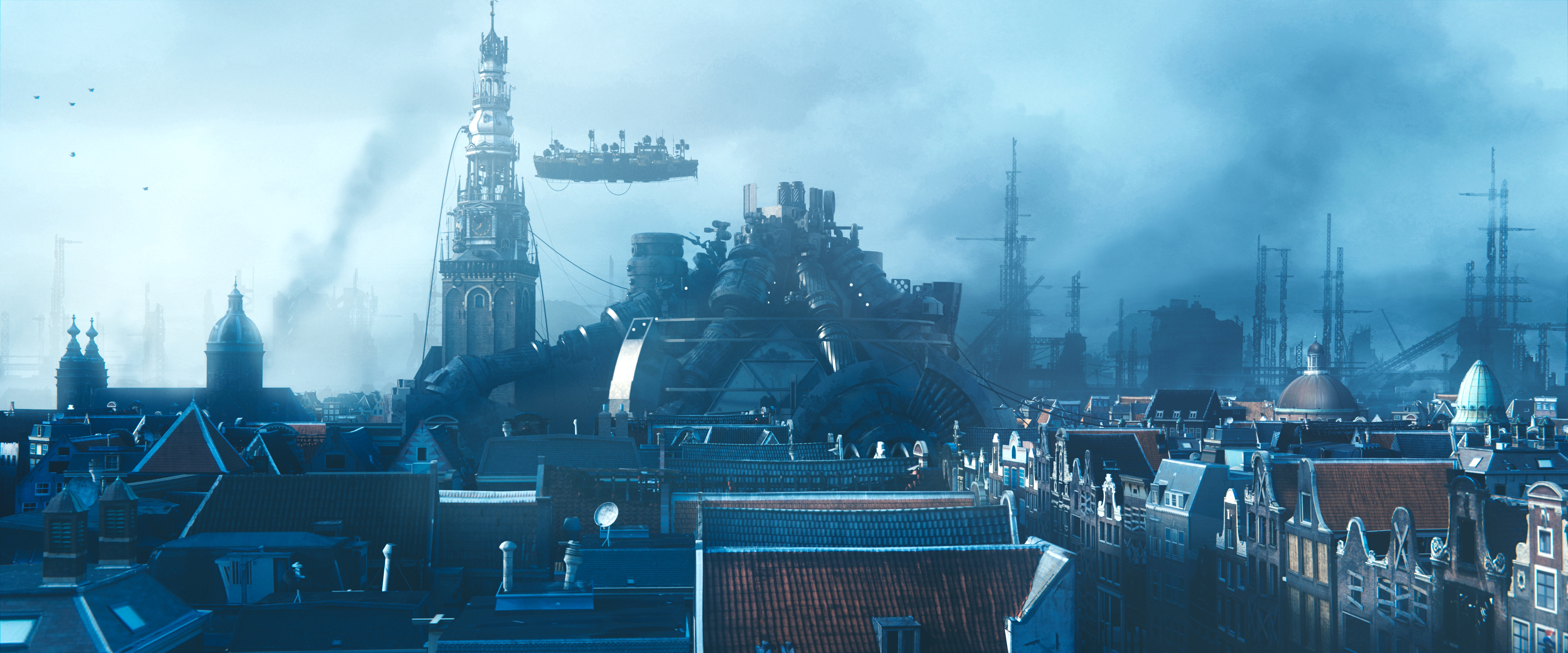
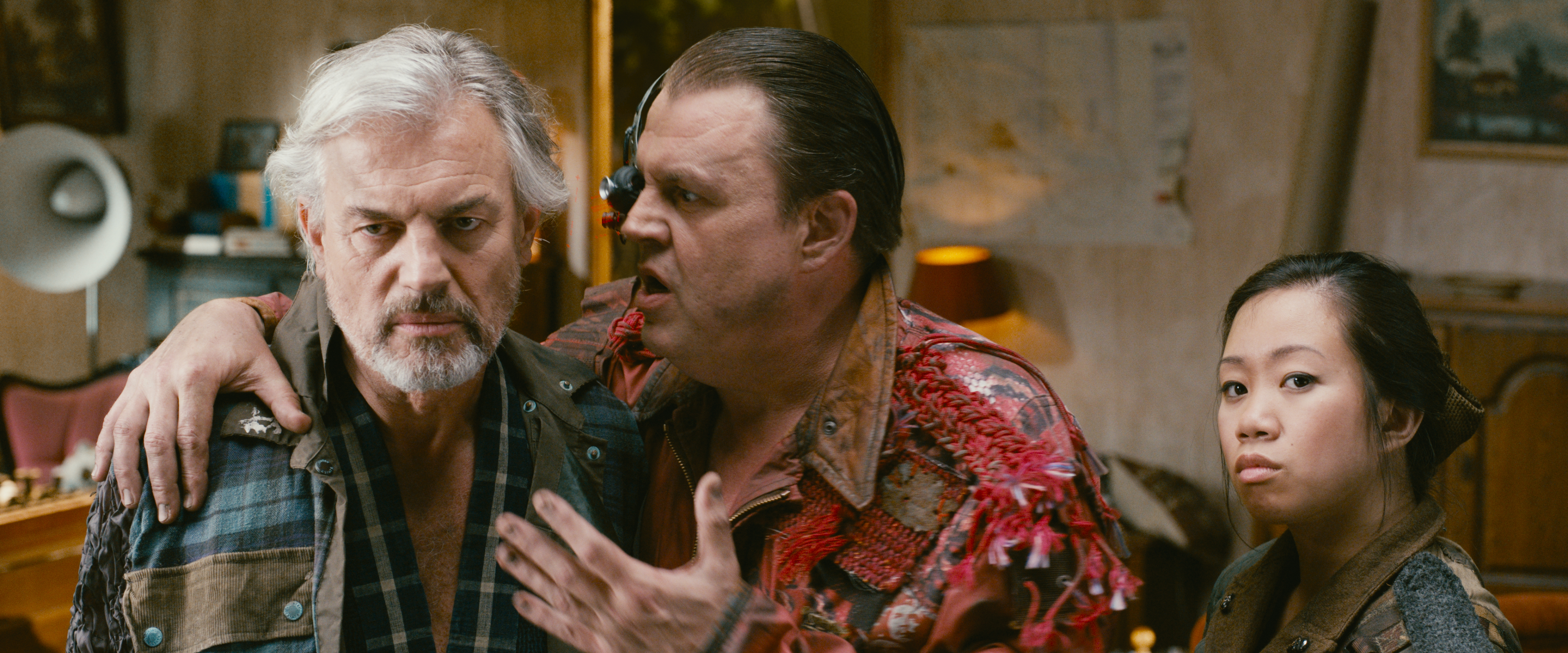
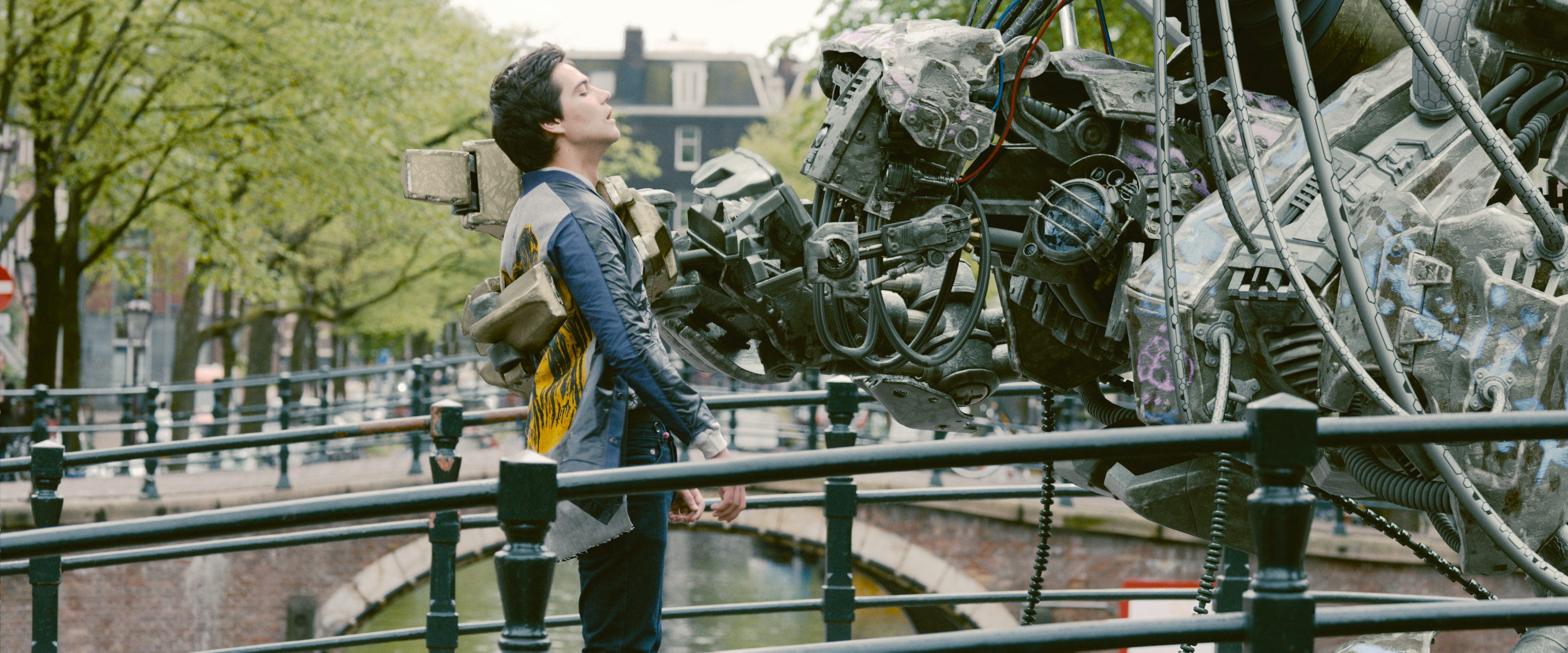
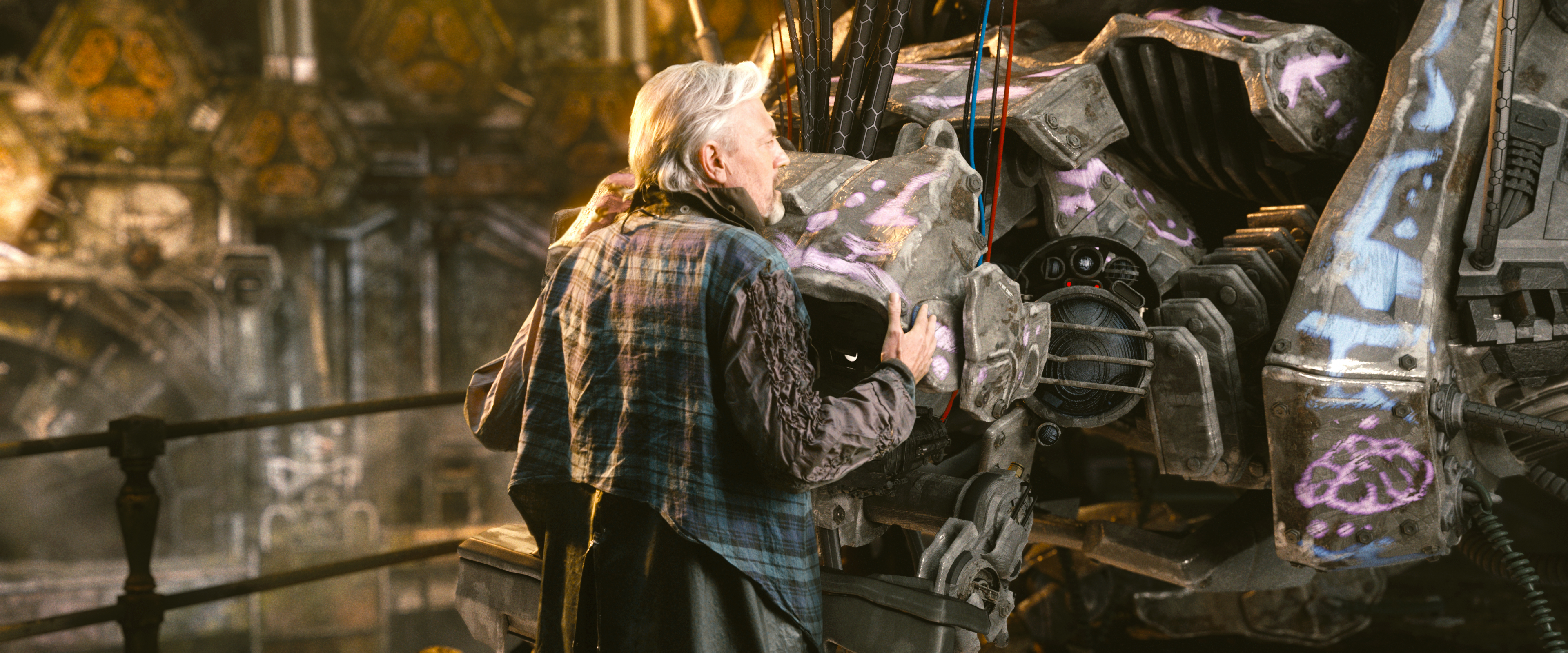

## Знімались
| Актор               | Роль         |
| ------------------- | ------------ |
| Дерек де Лінт       | дорослий Том |
| Серхіо Хассельбайнк | Барлі        |
| Деніс Реберген      | Селія        |